# Sinduria
Sinduria là một thị trấn thống kê (census town) của quận Garhwa thuộc bang Jharkhand, Ấn Độ.

## Nhân khẩu
Theo điều tra dân số năm 2001 của Ấn Độ, Sinduria có dân số 5951 người. Phái nam chiếm 54% tổng số dân và phái nữ chiếm 46%. Sinduria có tỷ lệ 60% biết đọc biết viết, cao hơn tỷ lệ trung bình toàn quốc là 59,5%: tỷ lệ cho phái nam là 67%, và tỷ lệ cho phái nữ là 52%. Tại Sinduria, 15% dân số nhỏ hơn 6 tuổi.